# Bonea
Bonea är en ort och kommun i provinsen Benevento i regionen Kampanien i Italien. Kommunen hade 1 415 invånare (2017).